# Брюссельський саміт НАТО 1985

Карта членів НАТО

Брюссель саміт 1985 — сьомий саміт НАТО. Офіційні засідання та неформальні зустрічі пройшли в Брюсселі (Бельгія) 21 листопада 1985.

## Міжнародний фон Саміту
Бекграундом Брюссельського саміту НАТО, який вплинув на прийняті на ньому рішення, став початок радикальних змін у кліматі міжнародної безпеки.
В цей час перед НАТО постав виклик в тому, що нове покоління лідерів, які очолили уряди європейських країн, були не такими палкими прихильниками євроатлантичної системи безпеки, як їх попередники. Значною мірою це було обумовлене змінами у керівництві Радянського Союзу — основної екзістенційної загрози Альянсу: після декількарічної політичної кризи в СРСР, у березні 1985 р. після смерті К. У. Черненка на пост Генерального секретаря ЦК КПРС був обраний Михайло Горбачов. Його обрання стало свідченням бажання частини партійного апарату суттєво змінити радянську систему. В зовнішній політиці це проявилось у відмові від надмірної критики так званого капіталістичного ладу, значному поліпшення відносин зі США та демократичними країнами Західної Європи, визнанні пріоритету загальнолюдських цінностей і глобальних світових проблем.